# 부르체이
부르체이(Burcei, 사르데냐어: Brucei)는 이탈리아 사르데냐 주 수드사르데냐도에 있는 코무네이다. 칼리아리에서 북동쪽으로 약 25 킬로미터 (16 mi) 떨어져 있다.
부르체이는 다음 코무네와 접해 있다: 산비토 (칼리아리현), 신나이, 빌라살토.